# Żyła środkowa siatkówki

20. tętnica środkowa siatkówki 21. żyła środkowa siatkówki 23. nerw wzrokowy

Żyła środkowa siatkówki (łac. vena centralis retinae) – w anatomii człowieka krótkie naczynie żylne odprowadzające krew z naczyń zawłosowatych siatkówki. Rozpoczyna się na poziomie blaszki sitowej kości sitowej, w okolicy podziału tętnicy środkowej siatkówki na dwie gałęzie, z połączenia dwóch gałęzi żylnych (górnej i dolnej). Gałęzie te wychodzą z siatkówki w obrębie tarczy nerwu wzrokowego, w zagłębieniu (excavatio disci), nazywanym też wnęką naczyniową nerwu wzrokowego (hilus venosus nervi opticus). Żyła środkowa siatkówki biegnie w osi nerwu wzrokowego razem z tętnicą środkową siatkówki, po jej stronie skroniowej. Następnie opuszcza nerw, przechodząc przez oponę twardą w większej odległości od gałki ocznej niż tętnica której towarzyszy. Zwykle kończy się wpadając samodzielnie do zatoki jamistej, ale może też uchodzić do żyły ocznej górnej. Zespala się z żyłą oczną dolną, żyłą oczną górną i jej gałęziami mięśniowymi.